# Terrestricythere crimaea
Terrestricythere crimaea is een mosselkreeftjessoort uit de familie van de Terrestricytheridae. De wetenschappelijke naam van de soort is voor het eerst geldig gepubliceerd in 2008 door Schornikov & Syrtlanova.